# Calabroraphidia renate
Calabroraphidia renate là một loài côn trùng trong họ Raphidiidae thuộc bộ Raphidioptera. Loài này được Rausch và đồng sự miêu tả năm 2004.